# Hexogen
Hexogen (1,3,5-trinitro-1,3,5-triazinan) je velmi silná, karcinogenní, často používaná trhavina, často též označovaná jako Cyklonit, RDX (z angl. Research Department Explosive) nebo T4.

## Základní fyzikální a chemické vlastnosti

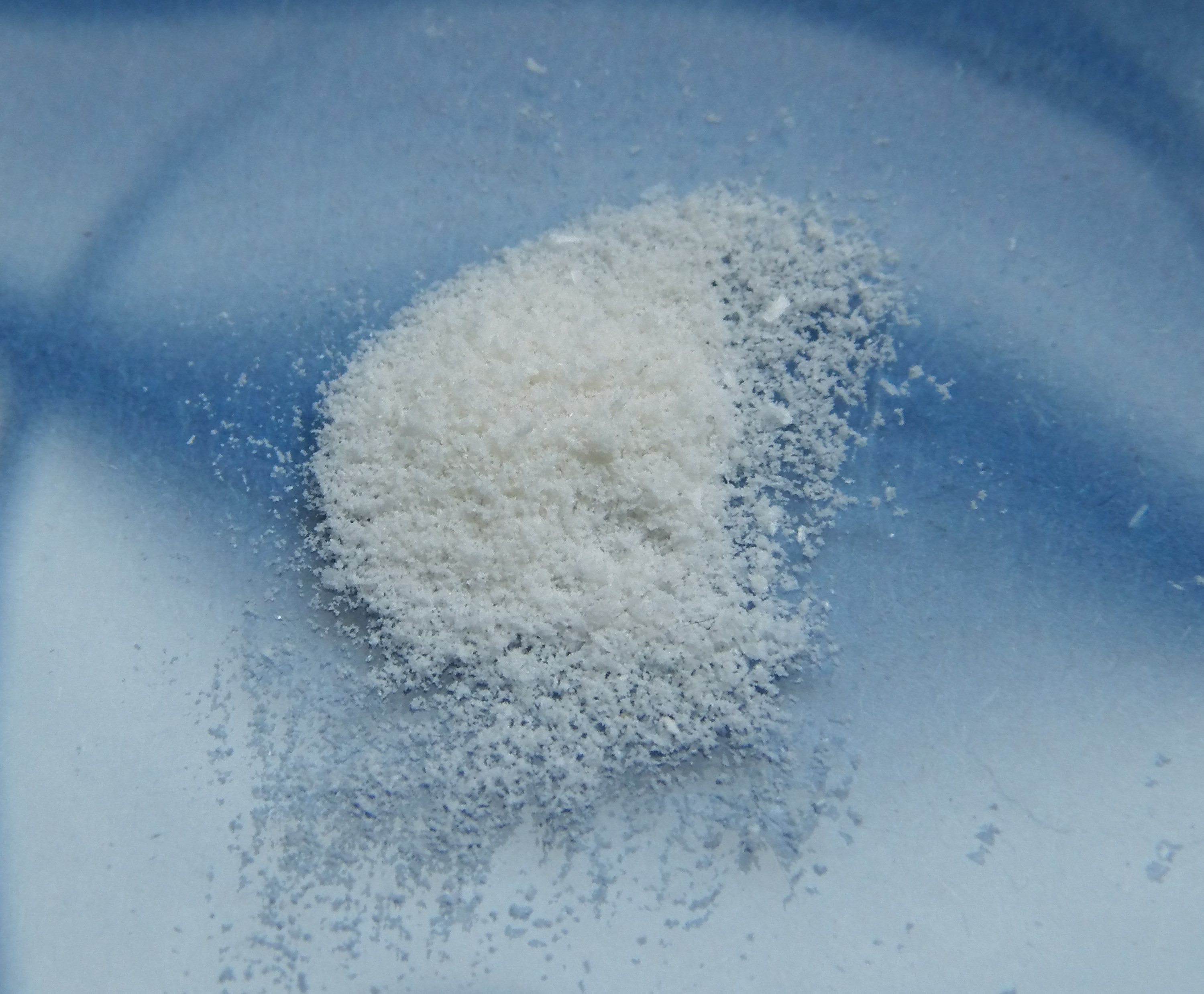
Hexogen rekrystalizovaný z acetonu

Chemicky je hexogen cyklický triamin, jehož 3 dusíkové atomy šestičlenného cyklu nesou namísto vodíkového atomu nitroskupinu ( -NO2), sumární chemický vzorec této sloučeniny je C3H6O6N6.
Jde o krystalickou látku s hustotou 1,82 g/cm3 a teplotou tání 203 °C. (Hustota závisí vždy na dané krystalové modifikaci.)
Ve vodě je prakticky nerozpustný, stejně tak jako ve většině běžných organických rozpouštědel. Dobře se však rozpouští v acetonu, při teplotě 20 °C má nasycený roztok koncentraci 6,8 %.
Hexogen je chemicky značně stabilní, nereaguje s kovy, zředěnými minerálními kyselinami a hydroxidy. Kyselina sírová jej však rozkládá při koncentraci vyšší než 70 % a proto při jeho výrobě nelze použít nitrační směs na bázi H2SO4 + HNO3.

## Pyrotechnické vlastnosti a využití
Jako výbušnina vykazuje mimořádně dobré vlastnosti – je velmi stabilní a málo citlivý vůči vnějším vlivům a přitom se vyznačuje velmi vysokou brizancí a razancí výbuchu. Ve srovnání s populárním pentritem vykazuje vyšší stabilitu a nižší citlivost vůči mechanickým podnětům, jeho brizance výbuchu je naopak mírně vyšší. Moderním požadavkům na bezpečnost ve vojenství však přestává vyhovovat a proto je pomalu vytlačován látkami jako je NTO, popř. jsou používány jeho modifikace jako je RS-RDX nebo je jeho celkový obsah ve výbušných směsích omezován.
Je proto ideální látkou pro přípravu jak průmyslových tak vojenských trhavin. Často se přitom v různém poměru mísí s jinými explozivními i neexplozivními látkami a setkáme se s ním mimo jiné jako součástí výbušnin pod obchodním názvem HBX, Cyclotol a v řadě jiných vojensky využívaných výbušnin, včetně klasických plastických trhavin jako je např. C-4, PE-4 nebo Semtex. Ve směsi s HTPB a práškovým hliníkem tvoří náplň moderních leteckých bomb letectva USA pod názvem PBXN-109, popř. ve směsi s chloristanem amonným, HTPB a práškovým hliníkem pod názvem AFX-757. Směsi hexogenu a TNT se nazávají hexolity, příkladem hexolitu je kompozice B.
Jako výbušnina vykazuje tyto základní vlastnosti:
- Energie výbuchu: 5 820 kJ/kg
- Detonační rychlost: 8 900 m/s při krystalové hustotě
- Detonační tlak Pcj = 349 kbar při krystalové hustotě
- Objem spalných plynů: 910 l/kg
- Teplota exploze: 3 400 °C
- Teplota vzbuchu: 260 °C

## Výroba

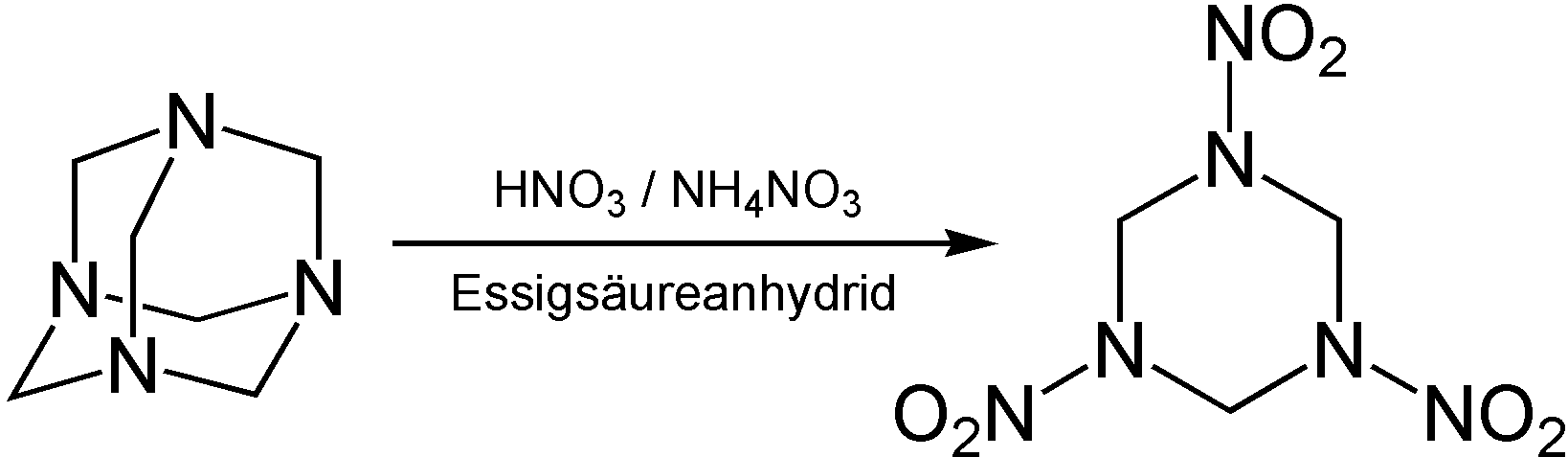
Příprava hexogenu

Existuje celá řada výrobních postupů pro syntézu hexogenu, z nichž patrně nejpoužívanější je nitrolýza urotropinu bezvodou kyselinou dusičnou. Reakci je třeba provádět za vydatného chlazení, protože je silně exotermní a v každém případě vede ke vzniku řady nechtěných vedlejších produktů. Rafinace výsledného produktu se pak provádí jednak vysrážením hexogenu z reakční směsi, případně následnou rekrystalizací z acetonového roztoku.